# Торіїстий флюоресціюючий мінерал
Мінерал торіїстий флюоресціюючий (рос. минерал ториевый флюоресцирующий; англ. thorium fluorescent mineral; нім. fluoreszierendes Thorium-Mineral n) — мінерал, який містить 64,54 % ThO2 і 0,81 % UO2. За рентґенограмою подібний до ториту, від якого відрізняється своїми оптичними та іншими фізичними властивостями (W. L. Minto, 1956).